# Asisat Oshoala
Asisat Lamina Oshoala (Ebute Ikorodu, 9 oktober 1994) is een Nigeriaans voetbalspeelster.
In januari 2015 startte Oshoala bij Liverpool LFC. Na een seizoen vertrok ze naar Arsenal WFC. In januari 2019 werd Oshoala uitgeleend aan Barcelona, waarmee ze in de Spaanse Primera Division ging spelen.
Oshoala werd viermaal uitgeroepen tot African Women's Footballer of the Year.

## Statistieken
| Seizoen | Club          | Land     | Competitie | Wedstrijden | Doelpunten |
| ------- | ------------- | -------- | ---------- | ----------- | ---------- |
| 2015    | Liverpool LFC | Engeland | WSL        | 9           | 3          |
| 2016    | Arsenal WFC   | Engeland | WSL        | 13          | 2          |
| 2018/19 | Barcelona     | Spanje   |            | 7           | 7          |
| 2019/20 | Barcelona     | Spanje   |            | 19          | 20         |
| 2020/21 | Barcelona     | Spanje   | PDF        | 7           | 3          |
| Totaal  | Totaal        | Totaal   | Totaal     | 55          | 35         |

Laatste update: december 2020

## Interlands
Oshoala speelt sinds september 2011 voor het Nigeriaans vrouwenvoetbalelftal, de Super Falcons.